# Jean Borotra

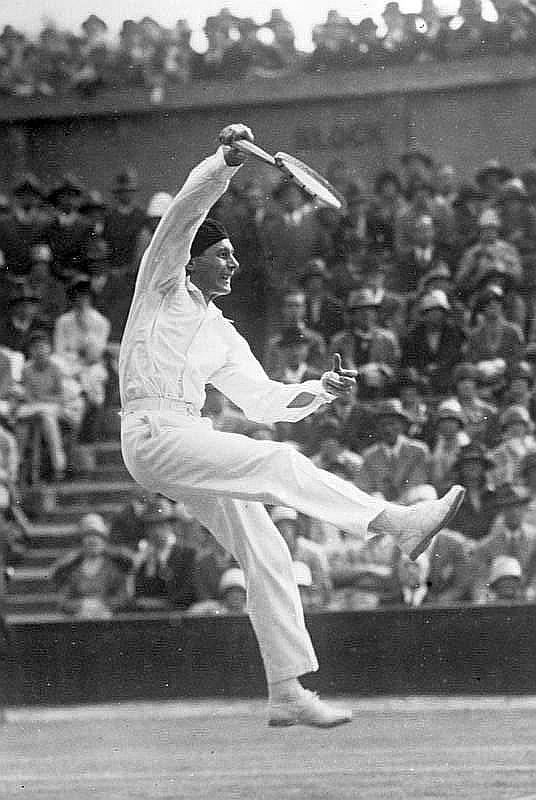
Jean Borotra, 1931

Jean Borotra (* 13. August 1898 in Biarritz; † 17. Juli 1994 in Arbonne) war ein französischer Tennisspieler und Politiker unter Vichy.

## Leben

### Einer der „Tennis-Musketiere“
Der promovierte Absolvent der École polytechnique (1920) gehörte zu den „vier Musketieren“, die in den späten 1920er und frühen 1930er Jahren das Herrentennis dominierten. Borotra bevorzugte das Angriffsspiel, rückte so bald wie möglich an das Netz vor und galt dort als nahezu unpassierbar. Er war berühmt für seinen Volley aus dem Sprung heraus – daher rührte auch sein Spitzname „der springende Baske“ – und seine außerordentliche Ausdauer.
Bei Grand-Slam-Turnieren (in Wimbledon, Paris, Australien und Forest Hills) gewann er vier Einzel- sowie neun Doppel- und fünf Mixedtitel. Im Einzel konnte er lediglich die US Open nicht gewinnen. Außerdem gehörte er sechsmal in Folge zum französischen Siegerteam beim Davis Cup.
Zusammen mit seinen Mitspielern wurde er 1976 in die Hall of Fame des Tennissports aufgenommen. Bereits 1931 hatte ihn der Düsseldorfer Rochusclub zum Ehrenmitglied ernannt.

#### Seine größten sportlichen Erfolge
- 1922
  - Weltmeisterschaft Hartplatz (Doppel mit Henri Cochet)
- 1924
  - Wimbledon (Einzel)
  - Paris (noch kein internationales Turnier) Einzel, Doppel mit René Lacoste, Mixed mit Marguerite Billout
- 1925
  - Paris (Doppel mit R. Lacoste)
  - Wimbledon (Doppel mit R. Lacoste, Mixed mit Suzanne Lenglen)
- 1926
  - Wimbledon (Einzel)
  - Forest Hills (Mixed mit Elizabeth Ryan)
- 1927
  - Paris (Mixed mit Marguerite Bordes)
  - Davis Cup
- 1928
  - Melbourne (Einzel, Doppel mit Jacques Brugnon, Mixed mit Daphne Akhurst)
  - Paris (Doppel mit J. Brugnon)
  - Davis Cup
- 1929
  - Paris (Doppel mit R. Lacoste)
  - Davis Cup
- 1930
  - Davis Cup
- 1931
  - Paris (Einzel)
  - Davis Cup
- 1932
  - Wimbledon (Doppel mit J. Brugnon)
  - Davis Cup
- 1933
  - Wimbledon (Doppel mit J. Brugnon)
- 1934
  - Paris (Doppel mit J. Brugnon, Mixed mit Colette Rosambert)
- 1936
  - Paris (Doppel mit Marcel Bernard)

#### Kommissar des Vichy-Regimes
Nach dem deutschen Einmarsch und der Besetzung weiter Teile Frankreichs im Zweiten Weltkrieg wurde der in beiden Weltkriegen hoch dekorierte Borotra im Juli 1940 Kommissar (einem Ministeramt vergleichbar) für Erziehung und Sport des mit Nazideutschland kollabierenden Vichy-Regimes. In dieser Funktion bekämpfte er den Professionalismus im Sport durch zahlreiche Erlasse. Mädchen wollte er sportlich schulen. Als Staatspräsident Pétain im April 1942 den Ministerpräsidenten François Darlan auf Druck der deutschen Besatzer entließ und mit Pierre Laval ersetzte, musste auch Borotra sein Amt abgeben (Nachfolger wurde sein engster Mitarbeiter, der Colonel Joseph Pascot). 
Bei seinem Versuch, über Spanien in das von den Alliierten befreite Algier zu fliehen, nahm ihn die Gestapo am 22. November 1942 im Gare d’Austerlitz fest und brachte ihn erst in das KZ Sachsenhausen, dann in ein privilegiertes Internierungslager auf Schloss Itter in Tirol, das dem KZ Dachau angeschlossen war. Er unternahm drei Fluchtversuche, von denen ihm der letzte gelang.
Am 5. Mai 1945 wurden die dort Inhaftierten in der Schlacht um Schloss Itter zwischen Truppen der Wehrmacht und der amerikanischen Armee von der 142. US-Infanterie im Kampf gegen Waffen-SS befreit. Bei der Befreiung des Lagers hatte sich Borotra durch großen Mut und Geschicklichkeit ausgezeichnet.
Der genaue Grund für seine Inhaftierung ist nicht zu ermitteln; möglicherweise bestand ein Zusammenhang mit Borotras vormaliger Mitgliedschaft in der Parti social français, einer rechtsbürgerlichen Partei, die dem Vichy-Regime wegen dessen Antisemitismus ablehnend gegenüberstand. Möglicherweise lag es aber auch an seiner militärischen Einstellung, die ihn dazu veranlasste, den Sport in Vichy-Frankreich als paramilitärische Möglichkeit der Aufrüstung Frankreichs auszubauen. Auch die Veröffentlichung der von ihm initiierten Charte des Sports hatte die Nazi-Zensur um vier Monate verzögert. Der Buchautor Jean-Christophe Buisson stellt es so dar, dass Borotra nur wegen seinem Hass auf die Deutschen Vichy unterstützt habe. (In der Hoffnung auf einen von Pétain versprochenen Revanche-Krieg gegen Deutschland.)

#### Nach dem Zweiten Weltkrieg
Wegen seiner zeitweisen Kollaboration wurde er nach seiner Rückkehr nach Frankreich verhaftet und unter Hausarrest gestellt. Das Gericht Haute Cour de justice befand noch 1945 auf Einstellung der Verfahrens und sprach ihm sogar den Status eines „Déporté résistant“ („Deportierter Résistance-Kämpfer“) zu.
Jean Borotra hat seine Tätigkeit im Vichy-Regime später nie öffentlich bereut; er war vielmehr noch lange Zeit Präsident der Gesellschaft zur Verteidigung des Andenkens an Marschall Pétain. Deshalb galt er auch einige Jahre als „unerwünschte Person“ beim Tennisturnier in Wimbledon. Der französische Tennisverband Fédération Française de Tennis machte ihn hingegen zu seinem Ehrenpräsidenten. In den 1960ern fungierte er als sportpolitischer Berater mehrerer gaullistischer Regierungen. Außerdem wurde Borotra 1977 zum Kommandeur der Ehrenlegion und 1982 zum Vizepräsidenten des Sportrates der UNESCO ernannt. In jüngerer Zeit ist seine politische Rolle während der Besetzung Frankreichs erneut in den Blickpunkt geraten, und zwar im Zusammenhang mit der Frage der seinerzeitigen „Säuberung des französischen Sports von Juden“.